# Tiana Benjamin
Tiana Opium Benjamin (Londra, 5 ottobre 1984) è un'attrice britannica.

## Biografia
Ha studiato presso l'Anna Scher Theatre School di Londra ed è nota soprattutto per il ruolo di Chelsea Fox nella soap opera EastEnders della BBC.
Benjamin è apparsa brevemente nel film di Harry Potter e il calice di fuoco nel ruolo di Angelina Johnson. Non ricoprì più il ruolo in Harry Potter e l'Ordine della Fenice in quanto in quel periodo era impegnata nelle riprese di EastEnders, ma ha doppiato il personaggio dell'adattamento videoludico al film. Il 2 aprile 2010 è stata annunciata la sua decisione di lasciare EastEnders.